# Dolina Czernicka
Dolina Czernicka – wieś w Polsce położona w województwie łódzkim, w powiecie wieluńskim, w gminie Osjaków.
W latach 1954–1958 wieś należała i była siedzibą władz gromady Dolina Czernicka, po jej zniesieniu w gromadzie Osjaków. W latach 1975–1998 miejscowość administracyjnie należała do województwa sieradzkiego.
Zobacz też: Dolina